# Cmentarz żydowski w Pieniężnie
Cmentarz żydowski w Pieniężnie – kirkut w Pieniężnie powstał w XIX wieku. Mieścił się przy ul. Cmentarnej. Obecnie na jego miejscu istnieje cmentarz żołnierzy sowieckich i cmentarz komunalny. Najprawdopodobniej zachowały się fragmenty nagrobków.